# Odulfo
Odulfo (em latim: Odulfus) foi um príncipe grutungo da dinastia dos Amalos. Segundo a Gética do escritor bizantino do século VI Jordanes, pertencia à nona geração da dinastia sendo filho de Atal e irmão de Aquiulfo. Com base na comparação de nomes, Garcia Moreno em seu capítulo na obra Prosopografia, Abordagens e Aplicações: Um Manual sugeriu que o grutungo Odoteu era um parente de Odulfo, talvez seu neto.